# Meibergpadmetrobrug
De Meibergpadmetrobrug (brug 9115) is een bouwkundig kunstwerk in Amsterdam-Zuidoost. Het draagt samen met de Nieuwegeinmetrobrug en de Meibergdreefmetrobrug het deel van Station Amsterdam Holendrecht dat perrons heeft aan de Amsterdamse metro en genoemd spoorstation.

## Meibergpadmetrobrug
De geschiedenis van de centraal gelegen viaducten waarover metro’s en treinen rijden loopt gelijk met dat van de Meibergdreefmetrobrug. De bruggen liggen dan ook amper honderd meter van elkaar, het Meibergpad is het begeleidende voet- en fietspad van de Meibergdreef, al is het pad 1,5 kilometer langer. Bij de ombouw van metro- tot spoorstation werden aan de constructie ondersteuningen voor het spoorstation gehangen. Tussen beide viaducten hangt een deel van het artistieke kunstwerk Tension pieces van Shlomo Koren.

## Meibergpadspoorbrug
Net zoals bij de andere twee bruggen werden er rond 2004 nieuwe spoorbruggen gebouwd in het kader van de verdubbeling van de sporen tussen Station Amsterdam Centraal en Station Utrecht Centraal. In afwijking tot de Nieuwegeinmetrobrug en Meibergdreefmetrobrug kregen deze nieuwe spoorviaducten hier wel een eigen naam: Meibergpadspoorbrug, vernoemd naar het onderliggende pad.

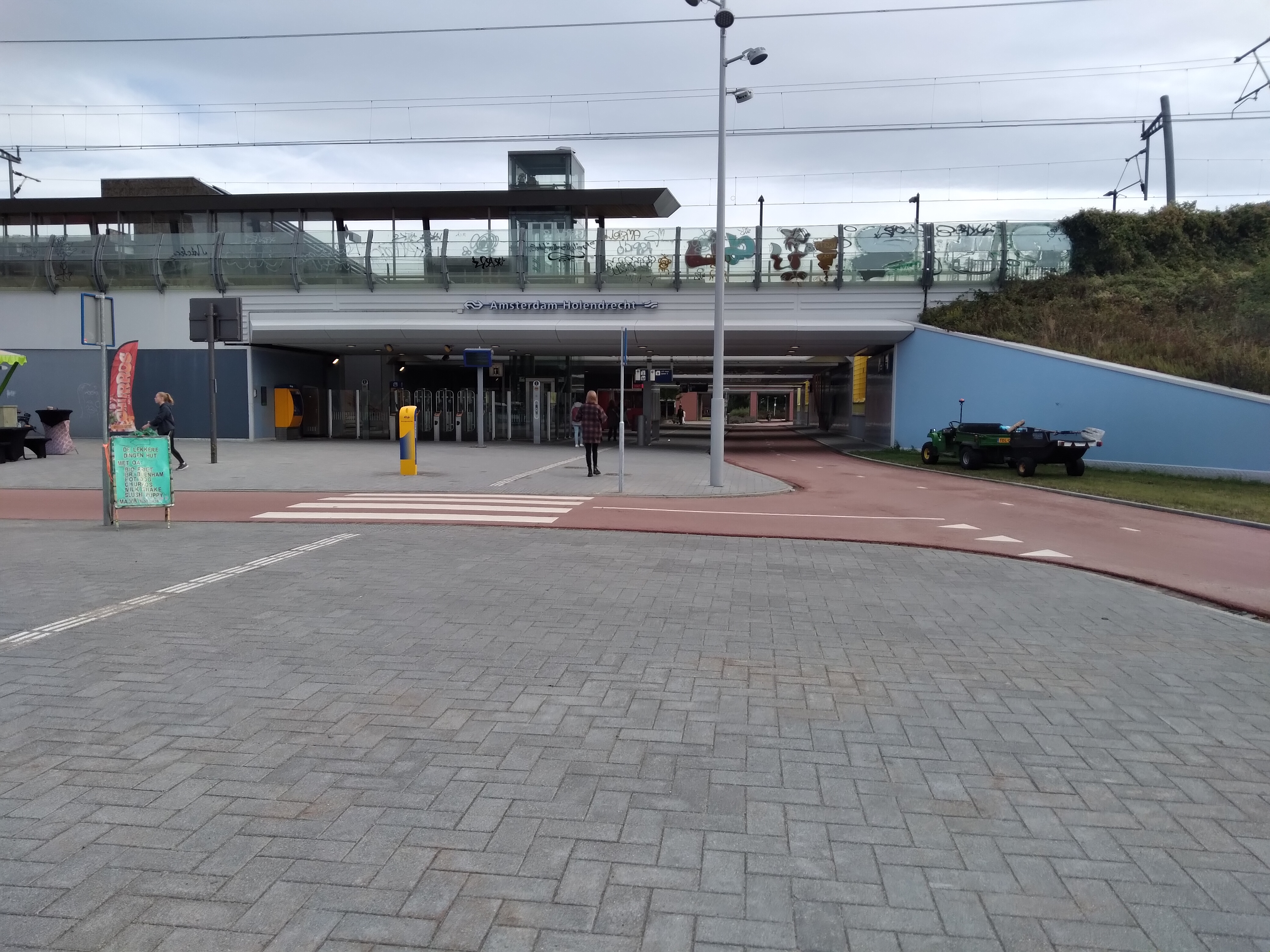
Een van de Meibergpadspoorbruggen met daarachter de :”tunnel” onder het metrostation (september 2021)